# Frederik 2. af Sachsen
Frederik 2., også kaldet Frederik den Sagtmodige (tysk: Friedrich der Sanftmütige), (født 22. august 1412, død 7. september 1464) var kurfyrste af Sachsen fra 1428 til 1464.
Han var søn af kurfyrst Frederik den Stridbare og gift med Margareta af Østrig. Han blev efterfulgt som kurfyrste af sin søn Ernst.